# Kleio Valentien
Kleio Valentien (Austin, 15 gennaio 1986) è un'attrice pornografica statunitense.

## Biografia
Valentien crebbe in una fattoria situata ai margini di una piccola città del Texas e ricevette un'istruzione domiciliare. Prima di entrare nell'industria pornografica ha lavorato come tecnico veterinario e barista.

## Carriera
Iniziò posando nuda per delle classi di arte ad Austin. Nel 2009, apparve in alcuni scatti per GodsGirls prima di fare il proprio debutto nella pornografia hardcore per la Burning Angel. La sua prima scena fu un rapporto a tre con Mr. Pete e Alec Knight in cui fece anche sesso anale.
Inizialmente, utilizzava Kleio, nome di uno dei suoi amici, come pseudonimo. Decise di aggiungere un cognome al momento dell'iscrizione a Twitter, in quanto non poteva utilizzare gli username "Kleio" e "Kleioxxx" perché già in uso; anche lo username "Kleio Valentine" era già in uso, e decise quindi di invertire due lettere, passando da "Valentine" a "Valentien". Ha numerosi tatuaggi per i quali è famosa: il cuore e le ossa incrociate sulla spalla sinistra fatto a 18 anni, un cuore grande sul petto, la scritta "Too weird to live Too rare to die" e un dolcetto sul braccio sinistro, una ragazza zombie con la scritta "Ordinary just no good enough" sul braccio destro, il logo di Batman sulle natiche, una rosa e un teschio sulla gamba sinistra, delle stelle sui piedi, una rosa sul pube e molti altri.
Nel 2014 ha preso parte alla prima edizione del talent show "DP Star" prodotto dalla Digital Playground dove ha raggiunto la fase finale. Ha preso parte anche alla terza edizione senza tuttavia superare la fase iniziale.
Nel 2016 ha ottenuto il suo primo riconoscimento internazionale come miglior attrice non protagonista per il ruolo in Batman v Superman XXX: An Axel Braun Parody. L'anno successivo ha recitato in Suicide Squad XXX: An Axel Braun Parody, parodia del noto film DC, per il quale ha ricevuto 2 AVN e 1 XBIZ e in entrambi i concorsi come Miglior Attrice.

## Riconoscimenti
- AVN Awards
  - 2016 – AVN Award for Best Supporting Actress per Batman v Superman XXX: An Axel Braun Parody[12]
  - 2017[13] – AVN Award for Best Actress per Suicide Squad XXX: An Axel Braun Parody
  - 2017[13] – Best Three-Way Sex Scene - B/B/G per Suicide Squad XXX: An Axel Braun Parody con Tommy Pistol e Charles Dera
- XBIZ Awards
  - 2019– Best Scene – Clip Site per Britney e Kleio con Britney Amber e Mark Rockwell[14]
- XRCO Award
  - 2017 – Vincitrice per Best Actress per Suicide Squad XXX: An Axel Braun Parody[15]